# NGC 23
NGC 23은 페가수스자리에 위치한 정상나선은하이다.